# 三島市立山田中学校
三島市立山田中学校（みしましりつ やまだちゅうがっこう）は、静岡県三島市川原ケ谷にある公立中学校。

## 沿革
- 1992年（平成4年） - 開校[1]
- 2021年（令和3年） - 教室棟2-4階と管理棟1階のトイレの改修工事を実施
- 2023年（令和5年） - 教室棟にエレベーターの設置工事を実施

## 教育目標
- 自立する心
- 感動する心
- 思いやる心

出典：

## 施設概要
- 校舎（8,962 m2[1]） - 1993年に平成5年度公立学校優良施設に選定され、文教施設協会協会賞（多様な学習空間部門）を受賞した[2]。
  - 管理棟
    - 鉄筋コンクリート造3階建て[2]
    - 職員室・事務室・パソコン室・LL教室・会議室・第1-2音楽室 設置

  - 教室棟
    - 鉄筋コンクリート造4階建て[2]
    - 昇降口・被服室・調理室・第1-2理科室・美術室・図書室 設置
    - 2-4階には集会などができるホールが設置されている
    - エレベーターが設置されている
- 体育館（1,312 m2[1]） - 鉄骨造一部鉄筋コンクリート造2階建て[2]
  - 1階【柔剣道場（507 m2[1]）】
    - 主に 体育の授業・卓球場として使用
    - 製図室 併設

  - 2階
    - 主に 体育の授業・バスケコート・バレーコートとして使用
- 部室棟（298 m2[1]） - 鉄骨造2階建て[2]
- 校庭（20,400 m2[1]）
- テニスコート（4面）

## 学校行事
主な行事を掲載。
1学期
- 4月 - 学年末休業、着任式、始業式、入学式
- 5月 - 青峰祭（体育の部）
- 6月 - 中間テスト、中体連
- 7月 - 中体連、夏季休業、吹奏楽コンクール
- 8月 - 夏季休業
- 9月 - 期末テスト、ミニコンサート、青峰祭（文化の部）、終業式

2学期
- 10月 - 始業式、修学旅行（3年生）、社会体験学習（2年生）、校外学習（1年生）
- 11月 - 中間テスト、職場体験学習（2年生）
- 12月 - 芸術鑑賞教室（2年生）、冬季休業
- 1月 - 冬季休業
- 2月 - 私立高等学校入学試験、期末テスト
- 3月 - 公立高等学校入学試験、3年生を送る会、卒業遠足(3年生)、修了式、卒業式、学年末休業

## 部活動

### 運動部
- バスケットボール部（男・女）
- バレーボール部（男・女）
- テニス部（男・女）
- 卓球部（男・女）
- サッカー部

### 文化部
- 吹奏楽部
- 美術部

## 委員会
- 生徒会
- 学年委員会
- 体育委員会
- 広報委員会
- 環境委員会
- 図書委員会
- 保健委員会
- 給食委員会
- 選挙管理委員会

## 学区
- 三島市
  - 若松町、光ケ丘、加茂、富士見台、平成台、川原ケ谷、初音台、旭ケ丘、西旭ケ丘町、三恵台

出典：

## 進学前 小学校
- 三島市立山田小学校（三島市川原ケ谷）
- 三島市立沢地小学校（三島市沢地）
出典：[5][4]

## 制服
制服は紺色を基調としたブレザーで、ズボン・スカートは明るいグレーのチェック柄である。

## 校歌
- 作詞 藤岡武雄　作曲 渋谷沢兆

## アクセス

### バス
- 伊豆箱根バスの「老人福祉センター」バス停から徒歩で1分
- 伊豆箱根バスの「かも公園」バス停から徒歩で約5分

### 自動車
- 三島駅から約10分

## 周辺
- 三島市立山田小学校
- 三島市立沢地小学校
- 三島市老人福祉センター

## 出身者
- 上田祐輔 - サッカー選手